# Jean d’Artois, comte d’Eu
Jean d’Artois, comte d’Eu (* 29. August 1321; † 6. April 1387), auch Jean Sans Terre (deutsch: Johann ohne Land) genannt, war von 1351 bis 1387 Graf von Eu. Er war der Sohn von Robert III. d’Artois, Herr von Conches-en-Ouche und Graf von Beaumont-le-Roger, und von Johanna von Valois (1304–1363).
Aufgrund des Verrats seines Vaters wurde sein väterliches Erbe eingezogen. Er, seine beiden Brüder und seine Mutter wurden auf Château-Gaillard gefangen gehalten. König Johann II. entließ ihn 1350 aus der Gefangenschaft, gab ihm im Februar 1351 die Grafschaft Eu, deren Vorbesitzer, der Connétable Raoul II. de Brienne hingerichtet worden war. 1351 wurde er zudem in den französischen Kronrat aufgenommen und zum Stellvertreter des Königs in der Normandie ernannt. 1356 nahm er an der Schlacht von Maupertuis teil, bei der er in englische Gefangenschaft geriet, nach London gebracht und kurz darauf entlassen wurde.
Mit Ehevertrag vom 11. Juli 1352 heiratete er Isabelle de Melun, Tochter von Johann I., Vizegraf von Melun, und Isabeau d'Antoing. Ihre Kinder waren:
- Jeanne (1353–1420), ⚭ Simon de Thouars, Graf von Dreux (Haus Thouars);
- Jean (1355–1363);
- Robert II. (1356–1387), Graf von Eu;
- Philippe (1358–1397), Graf von Eu, Connétable von Frankreich;
- Charles (1359–1368);
- Isabeau (1361–1379).